# Ван Лэй (фехтовальщик)
Ван Лэй (кит. упр. 王磊, пиньинь Wáng Lěi, р.20 марта 1981) — китайский фехтовальщик, чемпион мира и олимпийский призёр.
Ван Лэй родился в 1981 году в Шанхае, с 11 лет начал заниматься фехтованием. Сначала он ходил в секцию в районе Цзинъань, два года спустя поступил в специализированную школу. В 1998 году вошёл в национальную сборную.
В 2002 году Ван Лэй завоевал серебряную медаль на Азиатских играх в Пусане, в 2004 году — серебряную медаль на Олимпийских играх в Афинах, в 2006 — серебряную медаль на Азиатских играх в Дохе и золотую медаль чемпионата мира.